# 142a–144 St Vincent Street

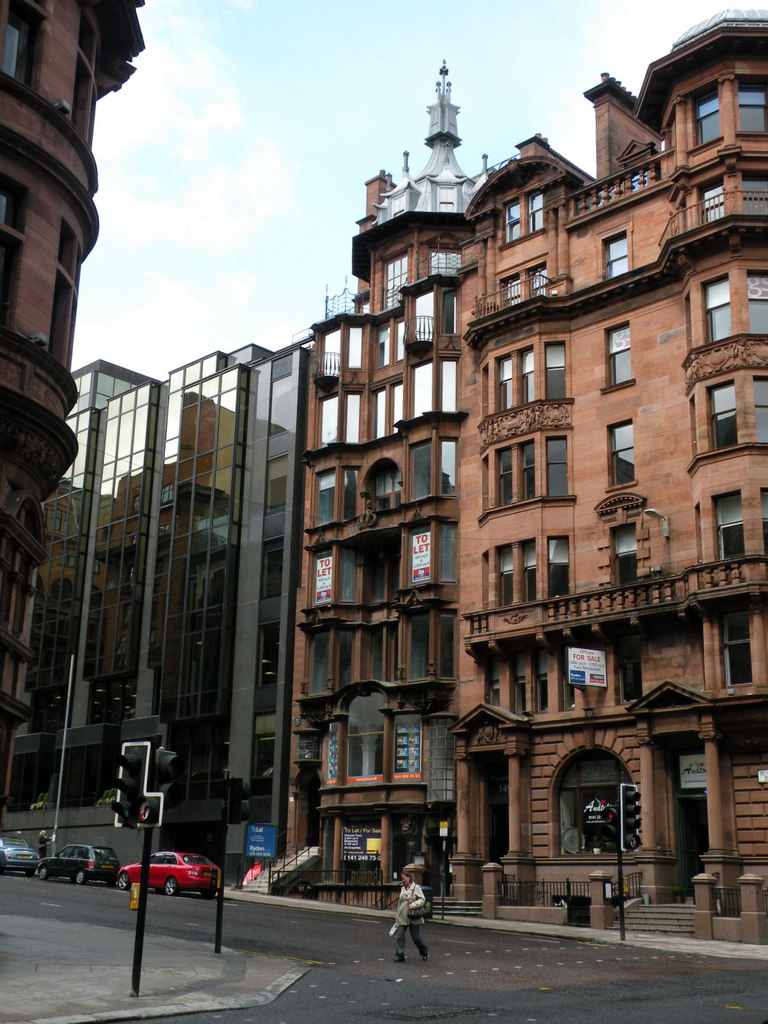
142a–144 St Vincent Street

Die beiden Gebäude 142a–144 St Vincent Street im Zentrum von Glasgow wurden 1966 in die schottischen Denkmallisten Kategorie A aufgenommen.

## Beschreibung: 144 St Vincent Street "The Hatrack"
Der Architekt des achtstöckigen Geschäfts- und Bürohaus aus dem Jahr 1902 an der 144 St Vincent Street heißt James Salmon junior, sein in einer Turmspitze endendes, bizarr wirkendes Gebäude "The Hatrack" (Der Hutständer). Die Bauplastiken des Gebäudes schuf Francis Derwent Wood.
"The Hatrack" steht auf einem Grundstück von 8 m Breite und 33 m Länge. Die Straßenfront ist abgesehen vom unregelmäßig aufgebauten ersten und zweiten Geschoss in drei Achsen gegliedert. Vom dritten Geschoss an streben gekantete Erker bis zum achten Geschoss aufwärts. Als stilisierte Säulen mit Kapitellen gestaltete Fensterpfosten zieren die Erker, denen im siebten Geschoss stählerne Balkone vorstehen. Die zurückgesetzte Mittelachse verbindet mit unterschiedlichen Fensterformen die Erker, im ersten und zweiten Geschoss der Ladenfront mit Rundbögen. Deren große Glasflächen gliedern Säulen.
Im Gebäudeinneren sind verschiedene Holz- und Gipsarbeiten erhalten. Der Aufzugsschacht ist schmiedeeisern eingefasst. Es handelt sich um aufwändige Metallarbeiten, wie sie auch an Teilen der Dachgestaltung auftreten.

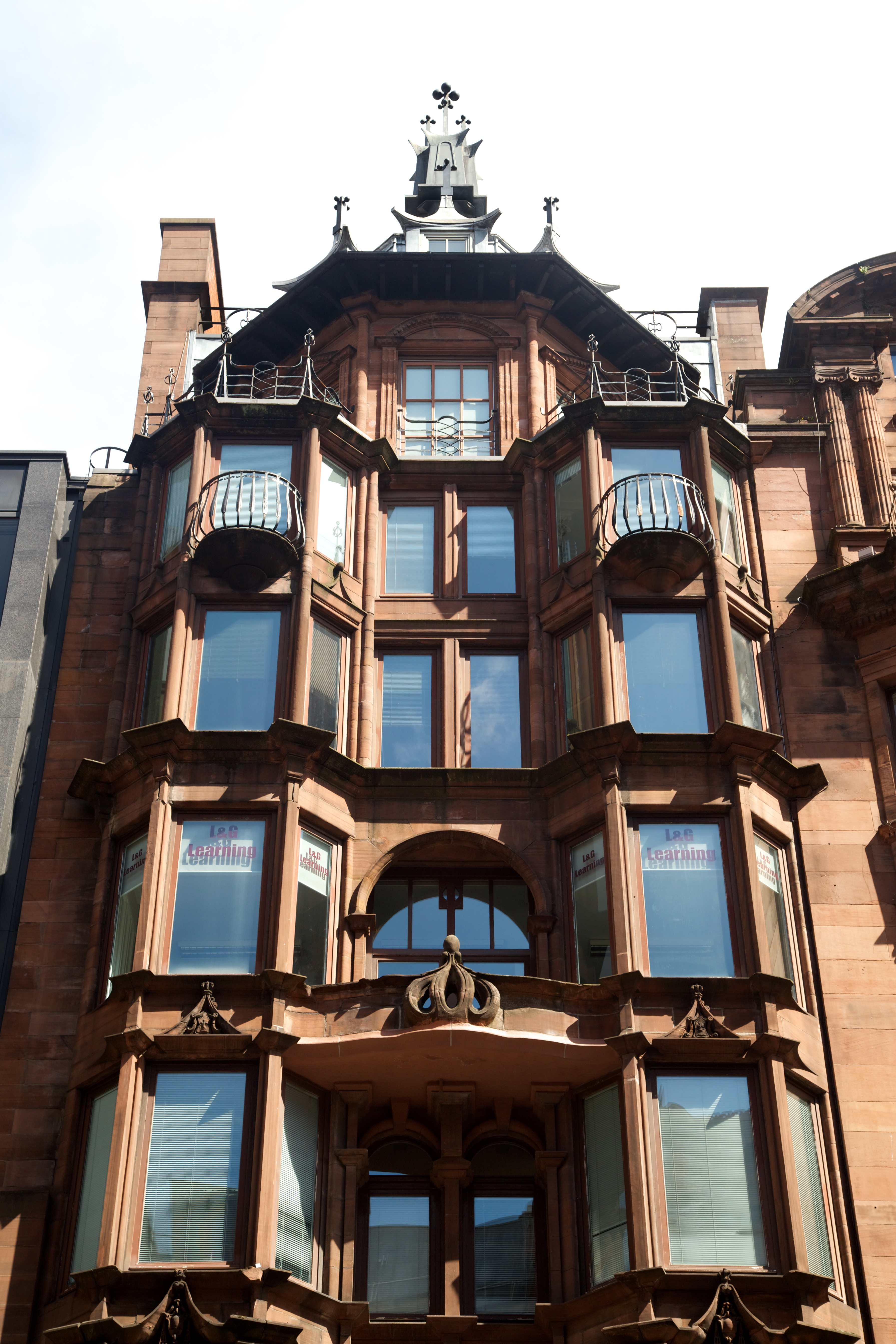
144 St Vincent Street